# Ksawery
Ksawery – imię męskie. Pochodzi od nazwy miejscowości, z której pochodził św. Franciszek Ksawery (Javier). Początkowo używane tylko w złożeniu z Franciszkiem (analogicznie do Kantego). Oboczna, bardziej archaiczna pisownia – Xawery.
Ksawery imieniny obchodzi: 31 stycznia i 3 grudnia - wspomnienie liturgiczne św. Franciszka Ksawerego.

## Znane osoby noszące imię Ksawery

### Polacy
- Ksawery Bronikowski (1796–1852) – działacz polityczny
- Ksawery Drucki Lubecki (1778–1846) – minister skarbu w Królestwie Polskim
- Xawery Mielcarek (ur. 1970) – kierowca wyścigowy
- Ksawery Starzeński (1769–1828) – ichtiolog
- Ksawery Jasieński (ur. 1931) – spiker telewizyjny i radiowy
- Xawery Czernicki (1882–1940) – kontradmirał okresu II Rzeczypospolitej, zamordowany w Katyniu
- Xawery Dunikowski (1875–1964) – rzeźbiarz
- Xawery Żuławski (ur. 1971) – filmowiec

### Hiszpanie
- Xavi – hiszpański piłkarz
- Xabi Alonso – hiszpański piłkarz
- Javier Martinez – hiszpański piłkarz
- Javier Cercas – hiszpański pisarz, nauczyciel akademicki i dziennikarz
- Javier Solana – hiszpański polityk
- Xabier Azkargorta – lekarz i trener piłkarski
- Javier Bardem – hiszpański aktor

### Inni
- Javier Saviola – argentyński piłkarz
- Javier Mascherano – argentyński piłkarz
- Javier Pérez de Cuéllar – Sekretarz Generalny Narodów Zjednoczonych
- Javier Sotomayor – kubański lekkoatleta
- Ksawery Tartakower (1887–1956) – mistrz szachowy